# 志免站
志免站（日语：／ Shime eki */?）是位於福岡縣糟屋郡志免町大字志免，日本國有鐵道（國鐵）的鐵路車站（廢站）。
自香椎線旅石支線在1985年（昭和60年）1月1日廢除後，此站由一般車站轉為客運車站。在數個月後1985年（昭和60年）3月31日，勝田線全線廢除，此站也成為廢站。

## 歷史
此站是在1909年（明治42年）以「志免貨物起卸所」的名義啟用，當時正值海軍煤礦第五坑開坑，為了運送煤礦而開設此貨運車站，後來變為第一代志免站。在1919年（大正8年），筑前參宮鐵道（即後來的勝田線）開設新志免站（客運車站）。在1942年（昭和17年），因陸上交通事業調整法，兩間鐵路公司（以及另外兩間鐵路公司）合併為九州電氣軌道(後來改名為西日本鐵道。在合併後重開車站，新的車站為一般車站（客運和貨運車站），而車站名稱定為志免站（第二代）。
在1944年（昭和19年），在戰時收購私鐵下而被國有化，後來由於煤礦產業衰退，香椎線旅石支線結束貨運業務。而勝田線被指定為特定地方交通線，於1985年廢除。此站也是同一命運，也被廢除。

### 年表
- 1909年（明治42年）8月1日：博多灣鐵道（日语：博多湾鉄道汽船）酒殿站至志免站（貨運車站）之間開通，此站啟用。
- 1915年（大正4年）3月11日：旅石支線（日语：旅石支線）（貨運線）志免站（貨運車站）至旅石站（日语：旅石駅）（貨運車站）之間開通。
- 1919年（大正8年）5月20日：筑前參宮鐵道（日语：筑前参宮鉄道）新志免站（客運車站）啟用[1]。
- 1942年（昭和17年）9月19日：博多灣鐵道汽船（日语：博多湾鉄道汽船）和筑前參宮鐵道因陸上交通事業調整法（日语：陸上交通事業調整法）而合併至九州電氣軌道，西日本鐵道糟屋線、旅石支線和宇美線的新志免站（客運車站）和志免站（貨運車站）合併為西鐵志免站（普通車站）。
- 1944年（昭和19年）5月1日：西日本鐵道糟屋線和宇美線被國有化，成為運輸通信省的香椎線、香椎線旅石支線（日语：旅石支線）與省線勝田線。
- 1954年（昭和29年）12月1日：大亘線的匯合點由車站南邊改為北邊[3]。
- 1960年（昭和35年）12月15日：旅石支線志免站至旅石站（日语：旅石駅）（貨運車站）廢除[4]。
- 1985年（昭和60年）
  - 1月1日：勝田線吉塚至志免之間的貨運業務被廢除。同時旅石支線酒殿至志免之間被廢除，志免站變為客運車站。
  - 4月1日：勝田線全線廢除，此站也被廢除[1][5][6]。

## 運輸量、收入
| 年度 | 筑前參宮   | 筑前參宮     | 筑前參宮     | 筑前參宮     | 博多灣鐵道汽船 | 博多灣鐵道汽船 |
| 年度 | 旅客（人） | 貨物（公噸） | 旅客（日圓） | 貨物（日圓） | 貨物（公噸）   | 貨物（日圓）   |
| ---- | ---------- | ------------ | ------------ | ------------ | -------------- | -------------- |
| 1921 | 171,195    | 105,820      | 44,685       | 53,068       | 148,582        | 163,254        |
| 1924 | 135,821    | 114,162      | 24,048       | 64,012       | 177,498        | 195,070        |
| 1928 | 173,532    | 89,644       | 24,026       | 45,158       | 167,768        | 195,390        |
| 1931 | 106,805    | 127,807      | 12,673       | 57,060       | 158,414        | 170,717        |
| 1935 | 246,508    | 140,055      | 21,036       | 63,243       | 256,564        | 248,706        |

- 資料取自各年度版《福岡縣統計書》

在昭和35年度的使用人次為3078人，資料取自《鐵道統計年報》。

## 車站周邊
志免站鄰近日本國有鐵道志免礦業所，該處在戰前為前海軍煤礦。該煤礦遺跡在1943年（昭和18年）由海軍建設，被指定為國指定重要文化財。高49.5米的志免礦業豎坑現存在。

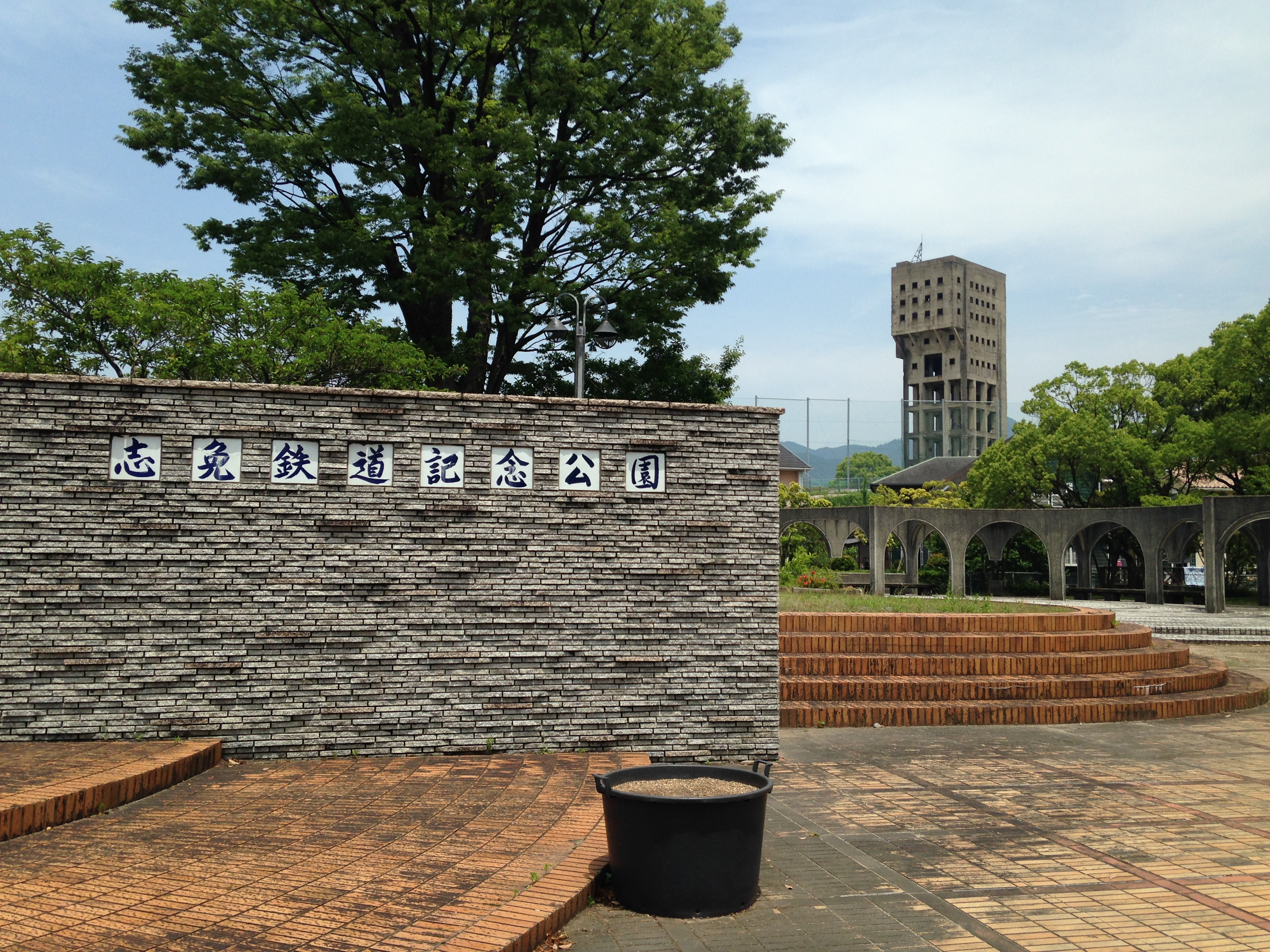
志免礦業豎坑（從志免鐵道紀念公園望向）
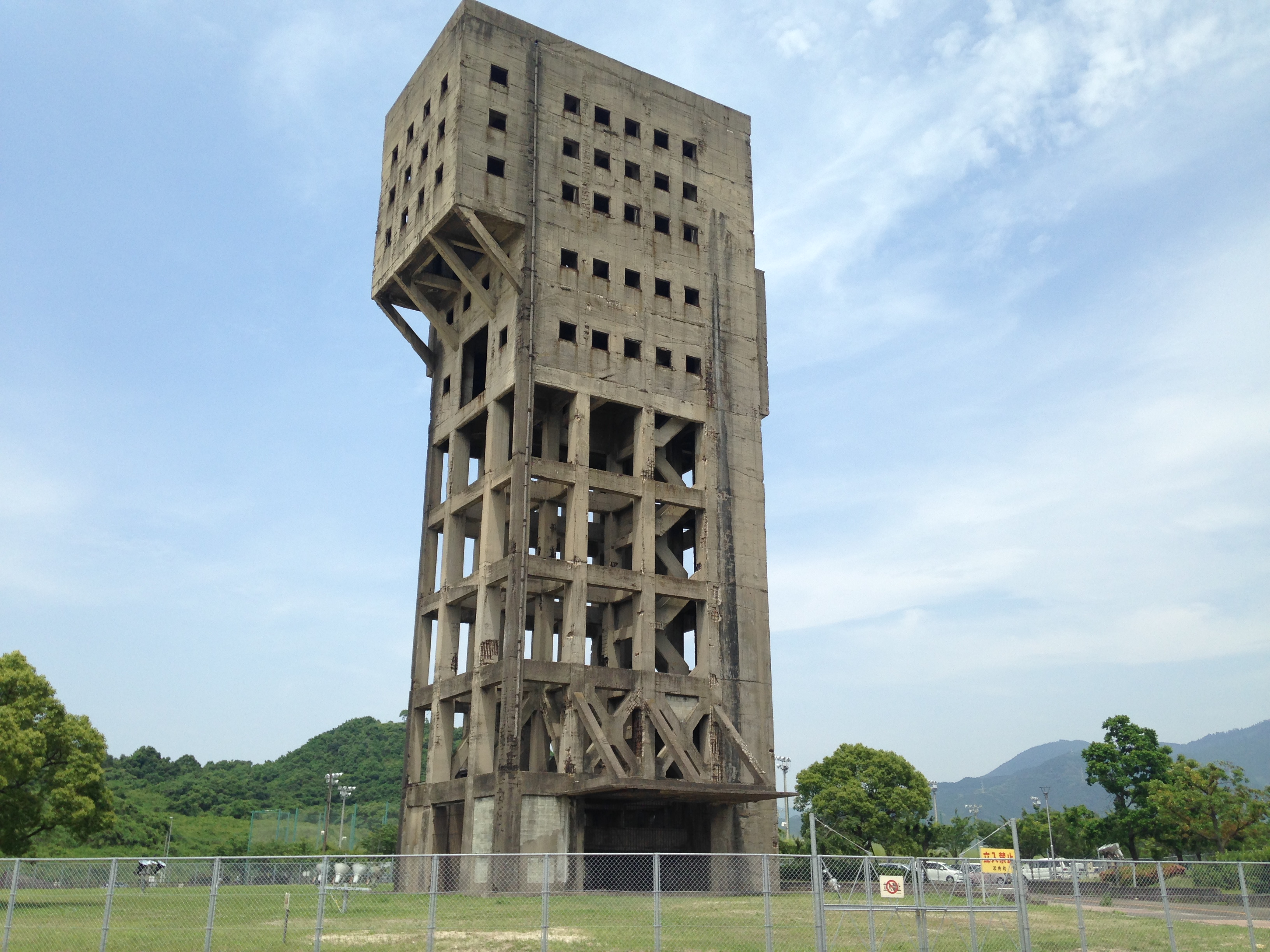
志免礦業豎坑

## 遺址
在廢站後，遺址中的貨運月台附近變成了水泥工場、超級市場和道路。在客運月台附近變為志免鐵道紀念公園。另外，在月台遺址中間建設了道路（福岡縣道91號志免須惠線），横跨了月台。有關志免鐵道紀念公園，可參見志免官町官方網站內的介紹。

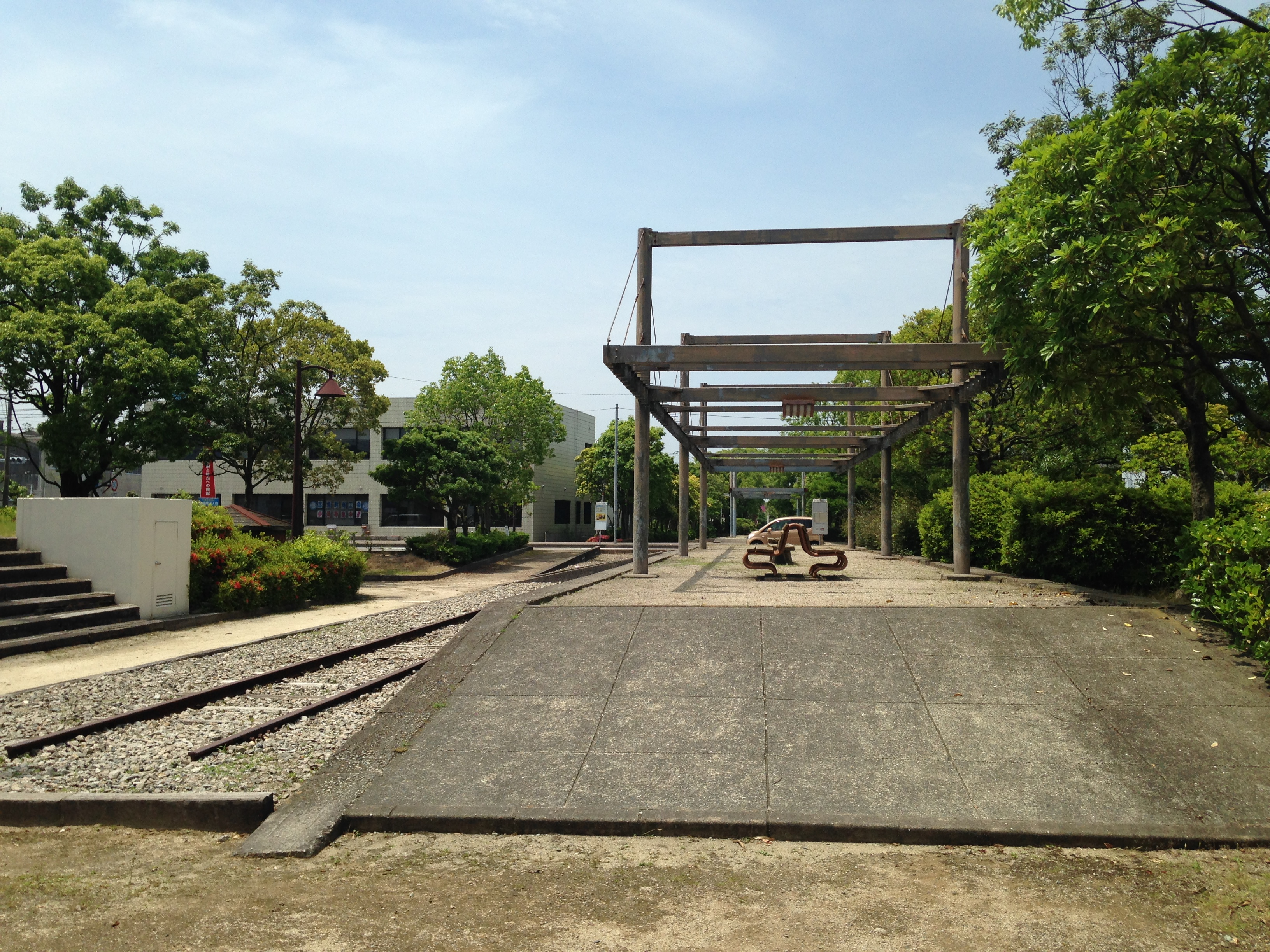
志免鐵道紀念公園（月台出入口）
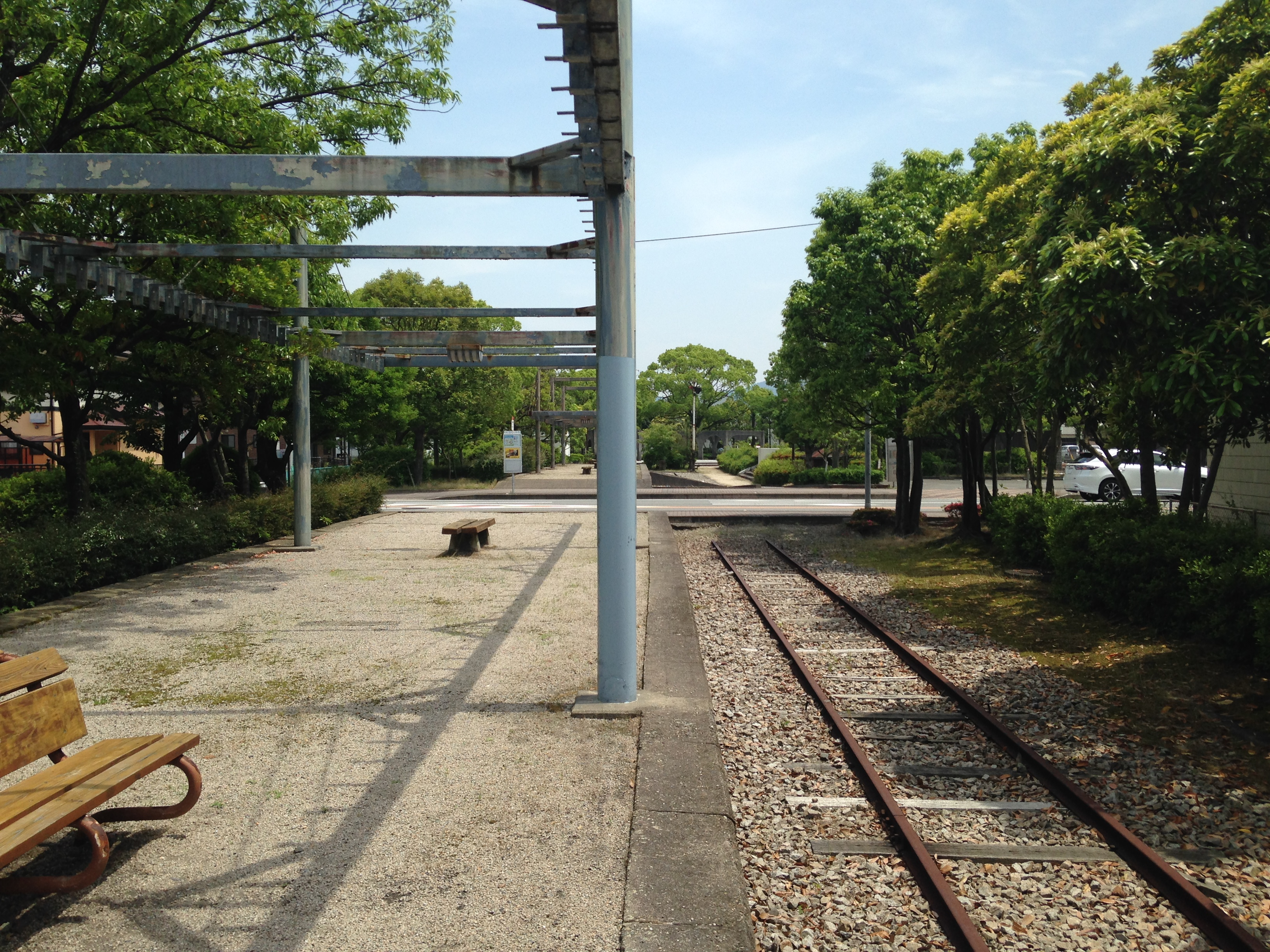
志免鐵道紀念公園（月台）
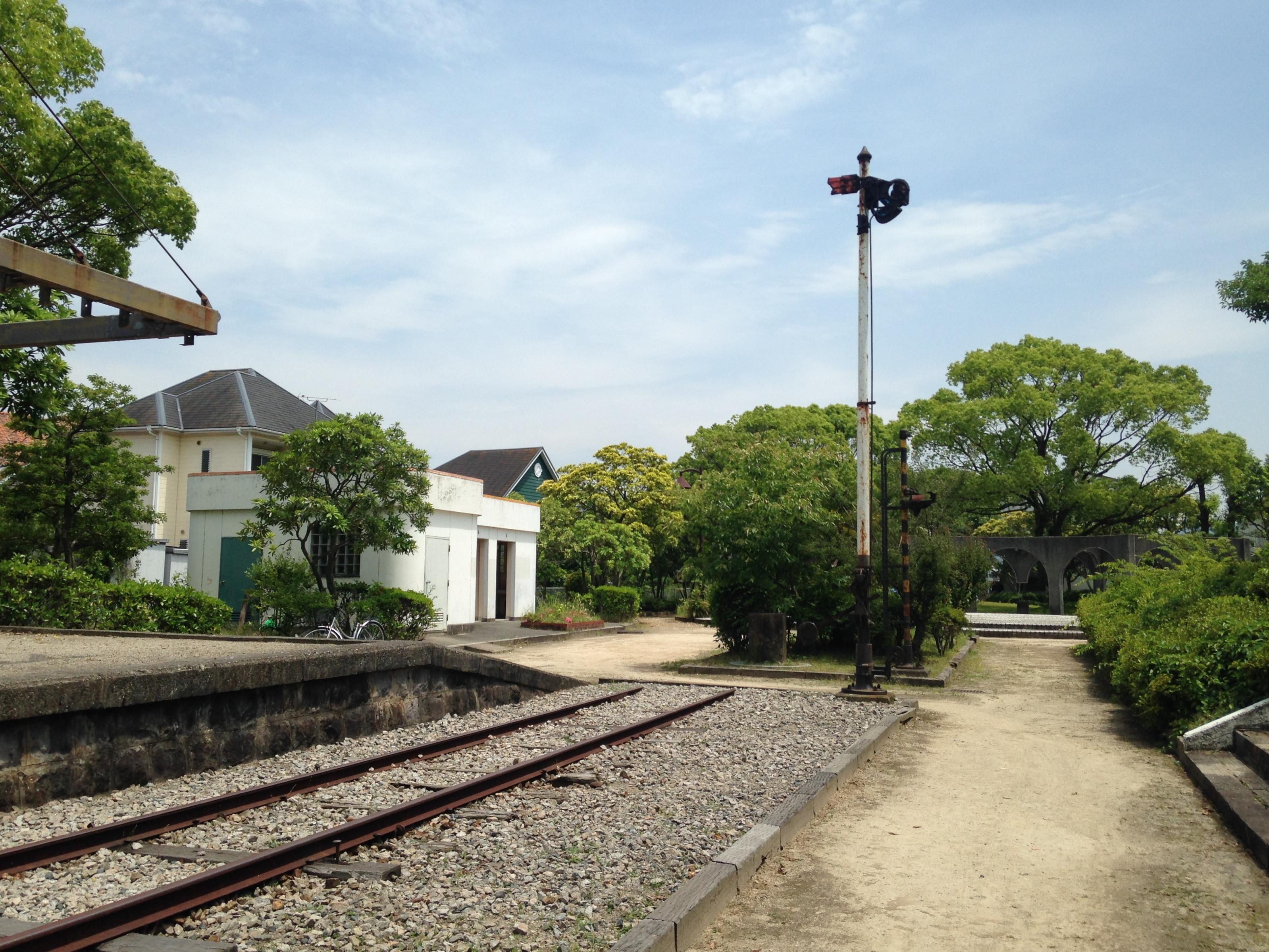
志免鐵道紀念公園（臂木式號誌機和平交道警報機）
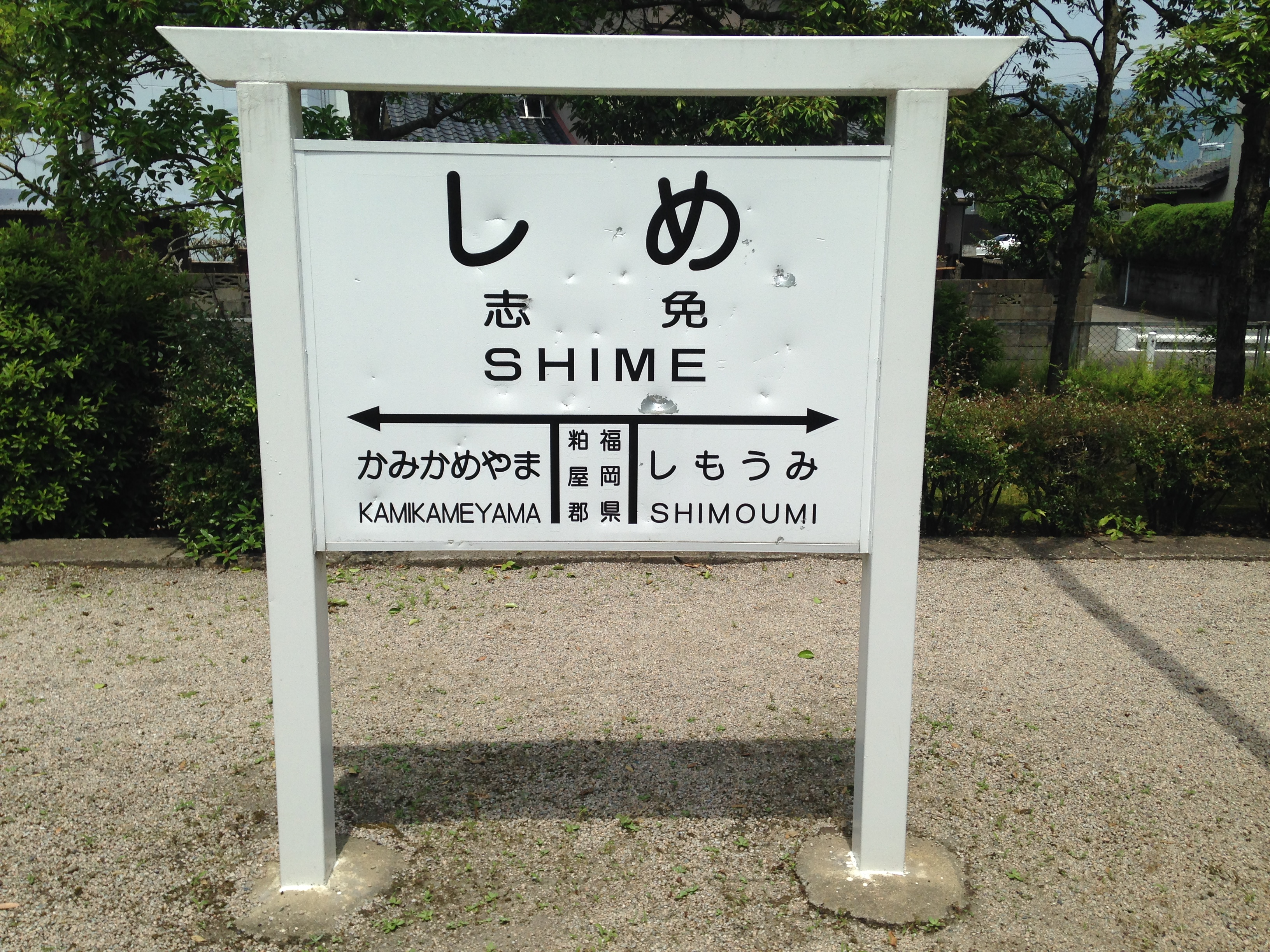
在廢站後復原的舊勝田線站名牌

## 相鄰車站
日本國有鐵道（國鐵）
勝田線
上龜山－志免－下宇美
香椎線旅石支線(貨物）
酒殿－志免－（貨）旅石

## 注腳
1. 1 2 3  石野哲（編）. . JTB. 1998: 698. ISBN 978-4-533-02980-6 （日语）.
2. ↑  《日本の産業遺産Ⅱ》「志免炭鉱の技術と歴史」山田大隆，池森寛，大石道義，長渡隆一，產業考古學會編．
3. ↑  大塚孝. . 鐵道畫刊 (電氣車研究會). 2024年2月, (1021): 38–43 （日语）.
4. ↑  《産業考古学92》「志免炭鉱が遺した物」齋藤和美，平島勇夫，大石より，德永博文，長渡隆一，產業考古學會編．
5. ↑  《須恵町誌》須惠町
6. ↑  《志免町誌》志免町
7. ↑  《国際鉱山ヒストリー会議2003年赤平大会研究論文集》「海軍志免炭鉱の技術，歴史」山田大隆，大石道義，長渡隆一，2003年赤平大會實行委員會編集部．（英文）
8. ↑  . 志免町の史跡と文化財. 志免町.   [2023-12-05]. （原始内容存档于2022-09-18） （日语）.

## 相關項目
- 日本鐵路車站列表 Shi